# Discografia di Brandi Carlile
La discografia di Brandi Carlile, cantautrice statunitense, comprende sei album in studio, una raccolte, un album dal vivo e 15 singoli, di cui uno in collaborazione con altri artisti.

## Album

### Album in studio
| Anno | Titolo | Posizione massima | Posizione massima | Posizione massima | Posizione massima | Certificazioni |
| Anno | Titolo | US                | CAN               | SWI               | UK                | Certificazioni |
| ---- | --- | ----------------- | ----------------- | ----------------- | ----------------- | -------------- |
| 2005 | Brandi Carlile - Pubblicato: 12 luglio 2005 - Etichetta: Columbia Records, Red Ink Records - Formati: CD, LP, musicassetta                               | 80                | —                 | —                 | —                 |                |
| 2007 | The Story - Pubblicato: 3 aprile 2007 - Etichetta: Columbia Records - Formati: CD, LP, musicasetta                                                       | 41                | —                 | 18                | 58                | - USA: Oro     |
| 2009 | Give Up the Ghost - Pubblicato: 2 ottobre 2009 - Etichetta: Columbia Records - Formati: CD, LP, musicasetta                                              | 26                | —                 | 33                | —                 |                |
| 2012 | Bear Creek - Pubblicato: 1º giugno 2012 - Etichetta: LaFace Records - Formati: CD, LP, download digitale                                                 | 10                | —                 | 39                | —                 |                |
| 2015 | The Firewatcher's Daughter - Pubblicato: 3 marzo 2015 - Etichetta: ATO Records - Formati: CD, LP, download digitale, streaming                           | 9                 | 17                | 50                | —                 |                |
| 2018 | By the Way, I Forgive You - Pubblicato: 16 febbraio 2018 - Etichetta: Low Country Sound, Elektra Records - Formati: CD, LP, download digitale, streaming | 5                 | 27                | 13                | —                 |                |
| 2021 | In These Silent Days - Pubblicato: 1º ottobre 2021 - Etichetta: Low Country Sound, Elektra Records - Formati: CD, LP, download digitale, streaming       | 11                | 43                | 12                | —                 |                |

### Album collaborativi
| Anno | Titolo | Posizione massima | Posizione massima | Posizione massima | Posizione massima | Posizione massima | Posizione massima | Posizione massima | Posizione massima | Certificazioni |
| Anno | Titolo | AUS               | CAN               | GER               | ITA               | NZ                | SWI               | UK                | US                | Certificazioni |
| ---- | --- | ----------------- | ----------------- | ----------------- | ----------------- | ----------------- | ----------------- | ----------------- | ----------------- | -------------- |
| 2025 | Who Believes in Angels? - con Elton John - Pubblicato: 4 aprile 2025 - Etichetta: Interscope Records - Formati: CD, LP, download digitale, streaming | 26                | —                 | 2                 | 46                | 6                 | 1                 | 1                 | —                 |                |

### Album dal vivo
| Anno | Titolo | Posizione massima |
| Anno | Titolo | US                |
| ---- | --- | ----------------- |
| 2011 | Live at Benaroya Hall with the Seattle Symphony - Pubblicato: 3 maggio 2011 - Etichetta: Columbia Records - Formati: CD, LP | 63                |

### Raccolte
| Anno | Titolo | Posizione massima |
| Anno | Titolo | US                |
| ---- | --- | ----------------- |
| 2017 | Cover Stories - Pubblicato: 5 maggio 2017 - Etichetta: Legacy Recordings - Formati: CD, download digitale, streaming | 30                |

## Singoli

### Come artista principale
| 2005                                                                                          | Fall Apart Again               | —   | —  | —  | —  | Brandi Carlile             |
| 2006                                                                                          | What Can I Say                 | —   | —  | —  | —  | Brandi Carlile             |
| 2007                                                                                          | The Story                      | 75  | 44 | 49 | 16 | The Story                  |
| 2007                                                                                          | Turpentine                     | —   | —  | —  | —  | The Story                  |
| 2009                                                                                          | Dreams                         | —   | —  | —  | —  | Give Up the Ghost          |
| 2010                                                                                          | That Year                      | —   | —  | —  | —  | Give Up the Ghost          |
| 2010                                                                                          | Dying Day                      | —   | —  | —  | —  | Give Up the Ghost          |
| 2012                                                                                          | That Wasn't Me                 | —   | —  | —  | —  | Bear Creek                 |
| 2012                                                                                          | Keep Your Heart Young          | —   | —  | —  | —  | Bear Creek                 |
| 2014                                                                                          | The Eye                        | —   | —  | —  | —  | The Firewatcher's Daughter |
| 2014                                                                                          | Wherever Is Your Heart         | —   | —  | —  | —  | The Firewatcher's Daughter |
| 2017                                                                                          | The Joke                       | 104 | —  | —  | —  | By the Way, I Forgive You  |
| 2018                                                                                          | Every Time I Hear That Song    | —   | —  | —  | —  | By the Way, I Forgive You  |
| 2018                                                                                          | Party of One (feat. Sam Smith) | —   | —  | —  | —  | By the Way, I Forgive You  |
| "—" indica che l'opera non si è classificata o che non è stata pubblicata in quel territorio. |                                |     |    |    |    |                            |

### Come artista ospite
| Anno | Titolo                                        | Album               |
| ---- | --------------------------------------------- | ------------------- |
| 2017 | Good with God (Old 97's feat. Brandi Carlile) | Graveyard Whistling |